# Голландський Павло Іванович
Голландський Павло Іванович (*14 (26) грудня 1861, станиця Аксайська — †6 лютого 1939, Сімферополь) — архітектор.

## Життєпис
Народився в станиці Аксайська (м. Аксай) у родині козака. За спогадами самого архітектора, його далекими пращурами були корабели з Голландії (Нідерландів), запрошені Петро І до Росії. Звідси і прізвище — Голландський.
Навчався в Новочеркаській класичній гімназії, яку закінчив 1884 року.
Впродовж 1885–1892 років навчався в Петербурзькому інституті цивільних інженерів. Після закінчення навчання і до 1897 року служив у Петербурзі.
1898 року переїхав до Києва і за 20-річне перебування в місті збудував ряд громадських та житлових будинків.
Входив до Ради голів Київського товариства охорони пам'ятників старовини та мистецтва.
Викладав у КПІ, вченим секретарем Київського товариства історії архітектури та мистецтва.
1919 року, під час вступу до міста військ Симона Петлюри, зробив спробу повернутися до Новочеркаська, однак потрапив до Криму, де й залишився.
Спочатку працював у Херсонеському музеї (1920–1923), 1923 року перебрався до Сімферополя, працював хранителем Таврійського музею. Був членом Таврійського товариства історії, археології та етнографії.
З 1928 року працював архітектором Кримконсервтресту, потім з 1931 і до 1938 року в Кримдержпроектресті.
Очолював Кримське відділення Спілки радянських архітекторів.

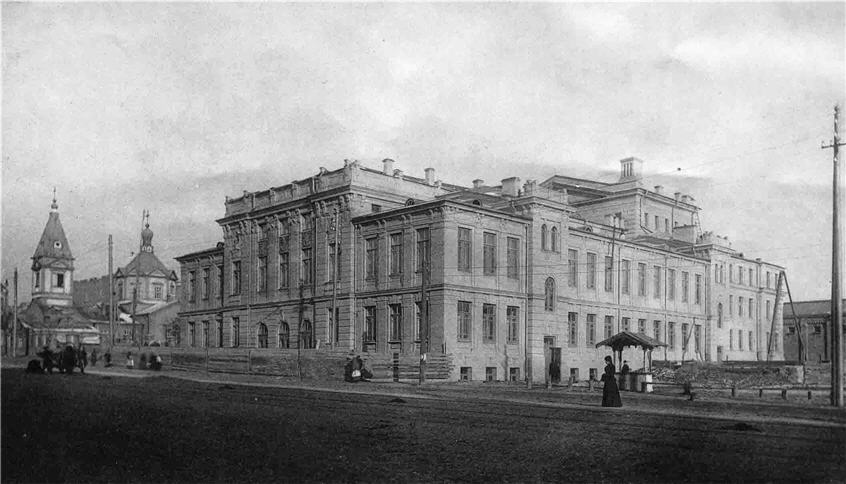
Троїцький народний будинок, світлина початку XX ст.

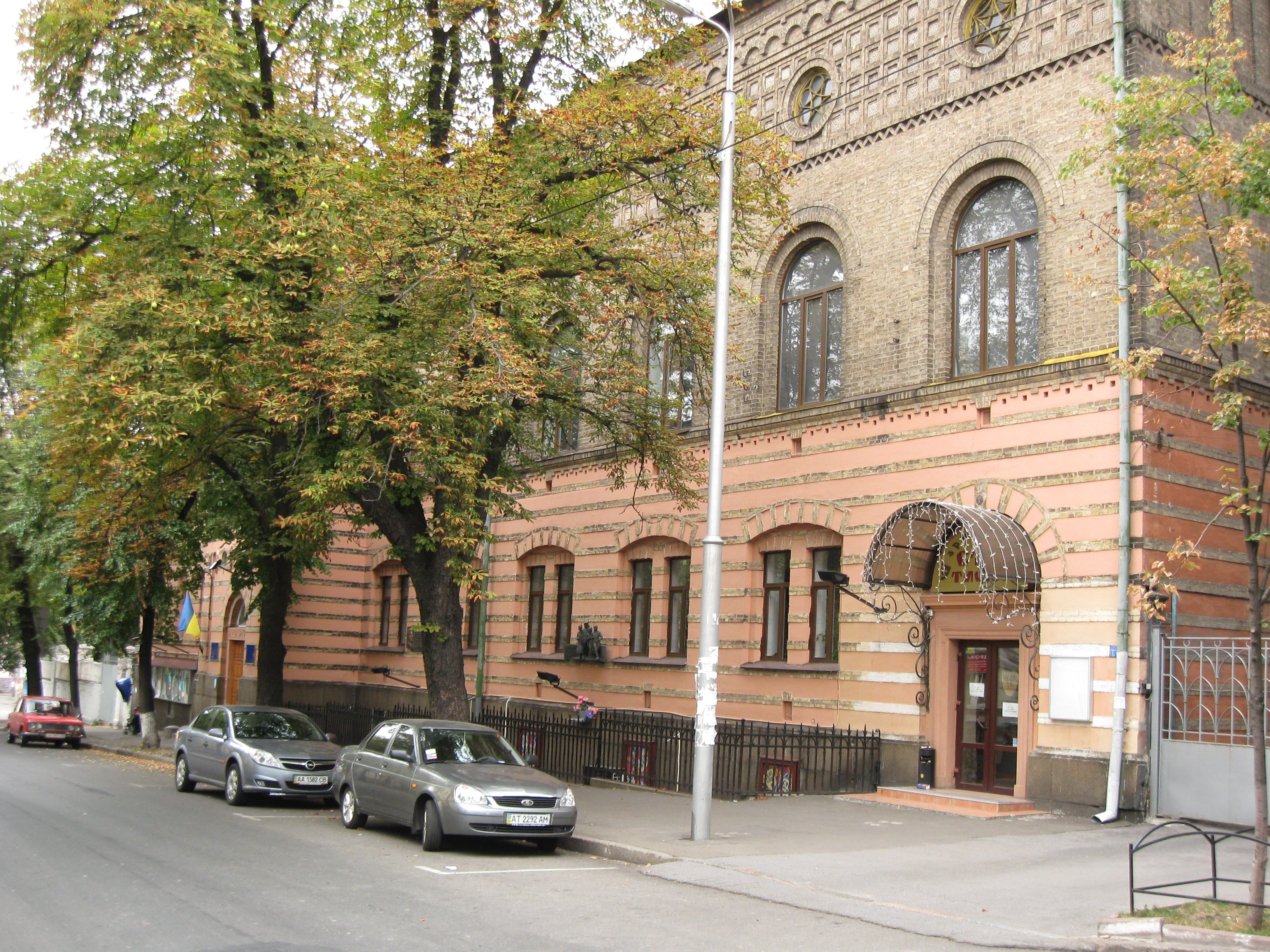
Будівля КНУ театру, кіно і телебачення імені Івана Карпенка-Карого

Помер і похований у Сімферополі.

## Стиль
Застосовував пластичні засоби необароко, неоренесансу, модернізованого романського стилю і неоампіру

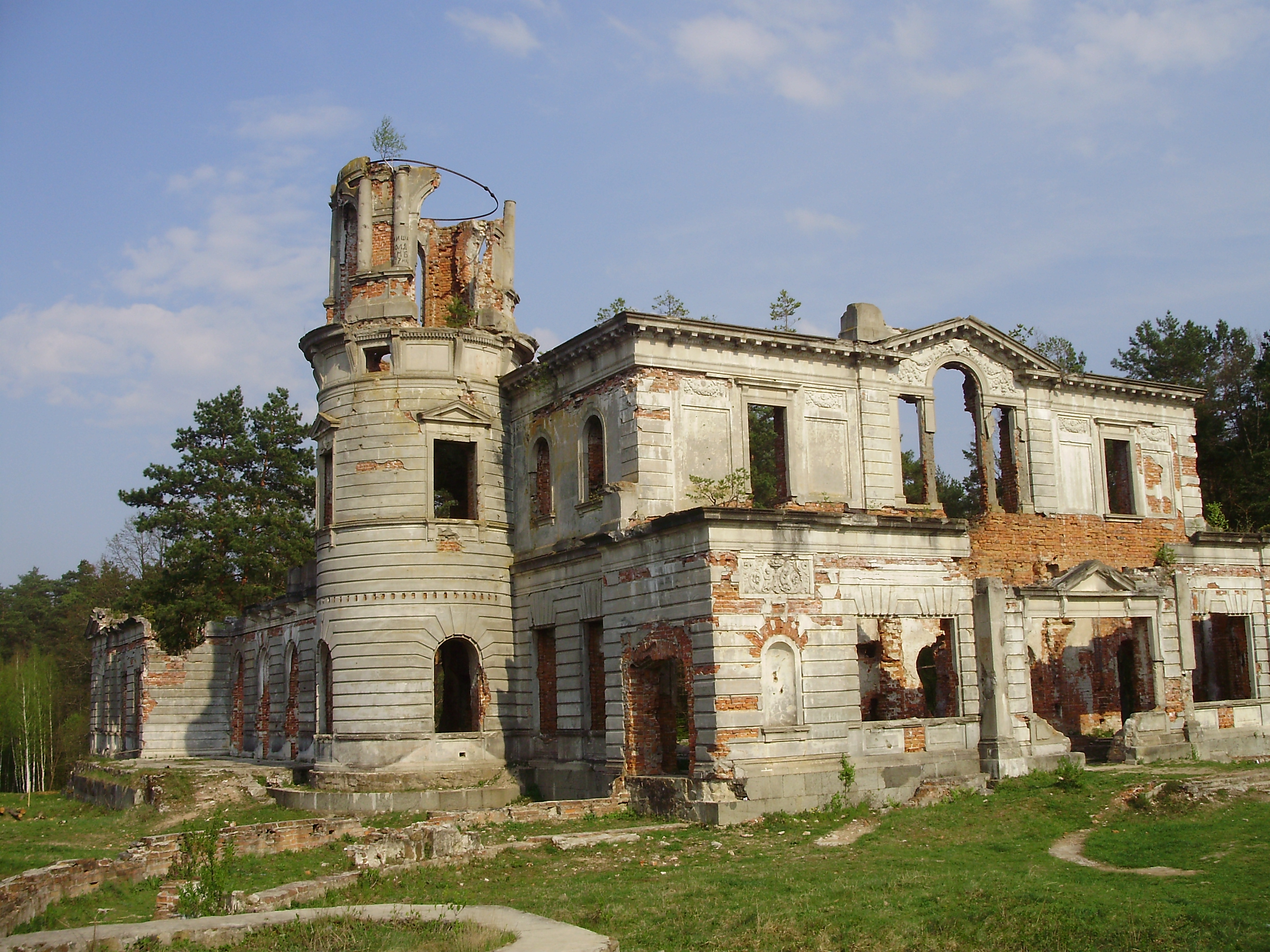
Руїни садиби Терещенків у с. Дениші

## Роботи в Києві
- Внутрішнє оздоблення садиби Ханенко Варвари (Терещенківська вулиця, 15), виконане спільно з архітектором Р. Ф. Мельцером.
- Садиба О. Н. Терещенка на вул. Толстого № 7 (1898 р.)[1].
- Керував спорудженням Троїцького народного будинку, пізніше Троїцького народного театру на вул. Великій Васильківській № 53 (1900—1902 pp., автори Г. Антоновський, В. Осьмак).
- Трикласна Жіноча торгова школа на Бульварно-Кудрявській вулиці № 18/2 (1901–1902 рр.)[2],
- Міське училище імені Ніколи Терещенка на вулиці Ярославів Вал № 40 (1905—1907 pp. (2-а премія на конкурсі, робочі кресленики виконані з використанням проекту П. Альошина), тепер Київський національний університет театру, кіно і телебачення імені Івана Карпенка-Карого,
- Садиба графині Уварової на вул. Липській № 16 (1912 p.)[3],
- Прибутковий будинок на Стрітенській вул. № 3/15 (1912–1915 рр.),
- Будинок Всеволода Демченка («Будинок з каріатидами»), вул. Пилипа Орлика, 3.,(1910 р.)[4],

Брав участь у спорудженні комплексу Київського політехнічного інституту.

## Роботи в Криму та інших регіонах України
- Палац Терещенка в с. Дениші на Житомирщині (1910–1911 pp.).
- Взяв участь у створенні розпланування парку в с. Дениші (поч. XX ст.).
- Спроектував постамент пам'ятника Івана Айвазовского у Феодосії (1914 р., ск. І. Гізбург, споруджений 1930 р.),
- Рибоконсервний завод у Феодосії (1928-1930 рр.),
- Будинок-контора «Заготзерно» в Сімферополі (1-а пол. 1930-х рр.), Здійснював рестарврацію Ханського палацу в Бахчисараї, обстежував археологічні та історичні пам'ятки в Старому Кримі, Євпаторії.

Здійснював внутрішнє опорядження Будинку піонерів у Сімферополі.

## Нереалізовані проекти
- Ескізний проект нового залізничного вокзалу в Києві (поч. ХХ ст.).

## Адреси в Києві
- вул. Маріїнсько-Благовіщенська (тепер Саксаганського) № 74 (1898—1902),
- вул. Тарасівська № 34 (1902—1905),
- вул. Володимирська № 89 (1906—1913),
- вул. Єлизаветинська (тепер Пилипа Орлика) № 1 (1913—1919).